# Kanton Albi-Nord-Est
Kanton Albi-Nord-Est is een voormalig kanton van het Franse departement Tarn. Kanton Albi-Nord-Est maakte deel uit van het arrondissement Albi en telde 11.725 inwoners in 1999. Het werd opgeheven bij decreet van 17  februari 2014 met uitwerking op 22 maart 2015.

## Gemeenten
Het kanton Albi-Nord-Est omvatte de volgende gemeenten:
- Albi (deels, hoofdplaats)
- Arthès
- Le Garric
- Lescure-d'Albigeois